# Boog van Claudius

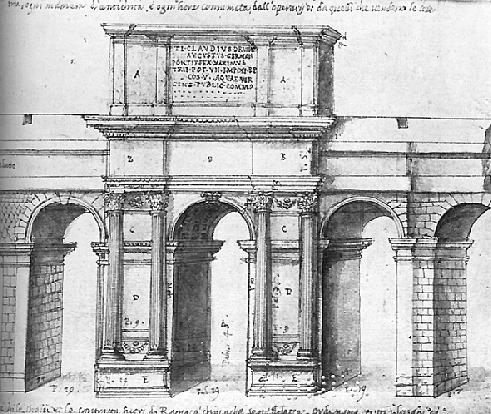
Ideële voorstelling van de Boog van Claudius door Pirro Ligorio, 1573-1580.

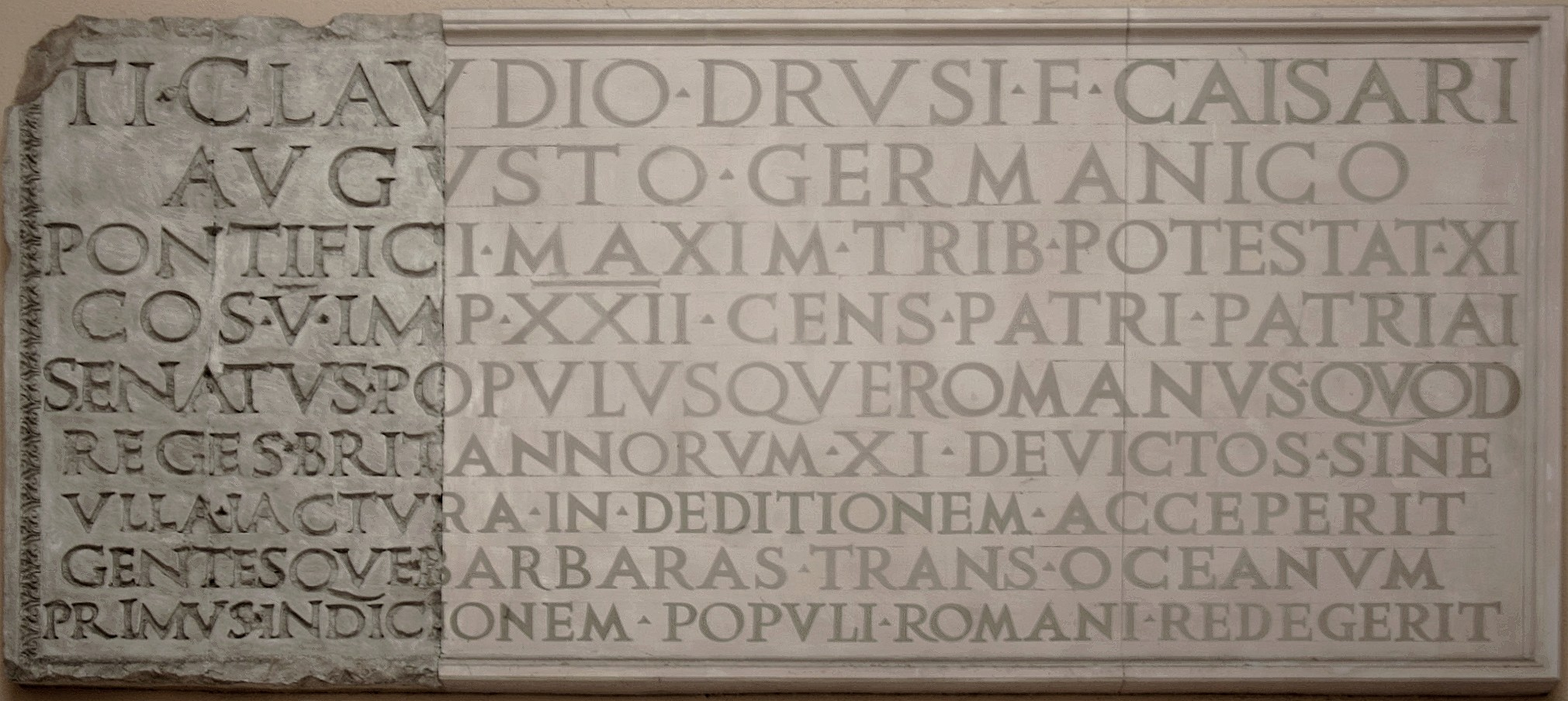
Kopie van het bewaarde gedeelte van de inscriptie met aanvulling, in EUR.

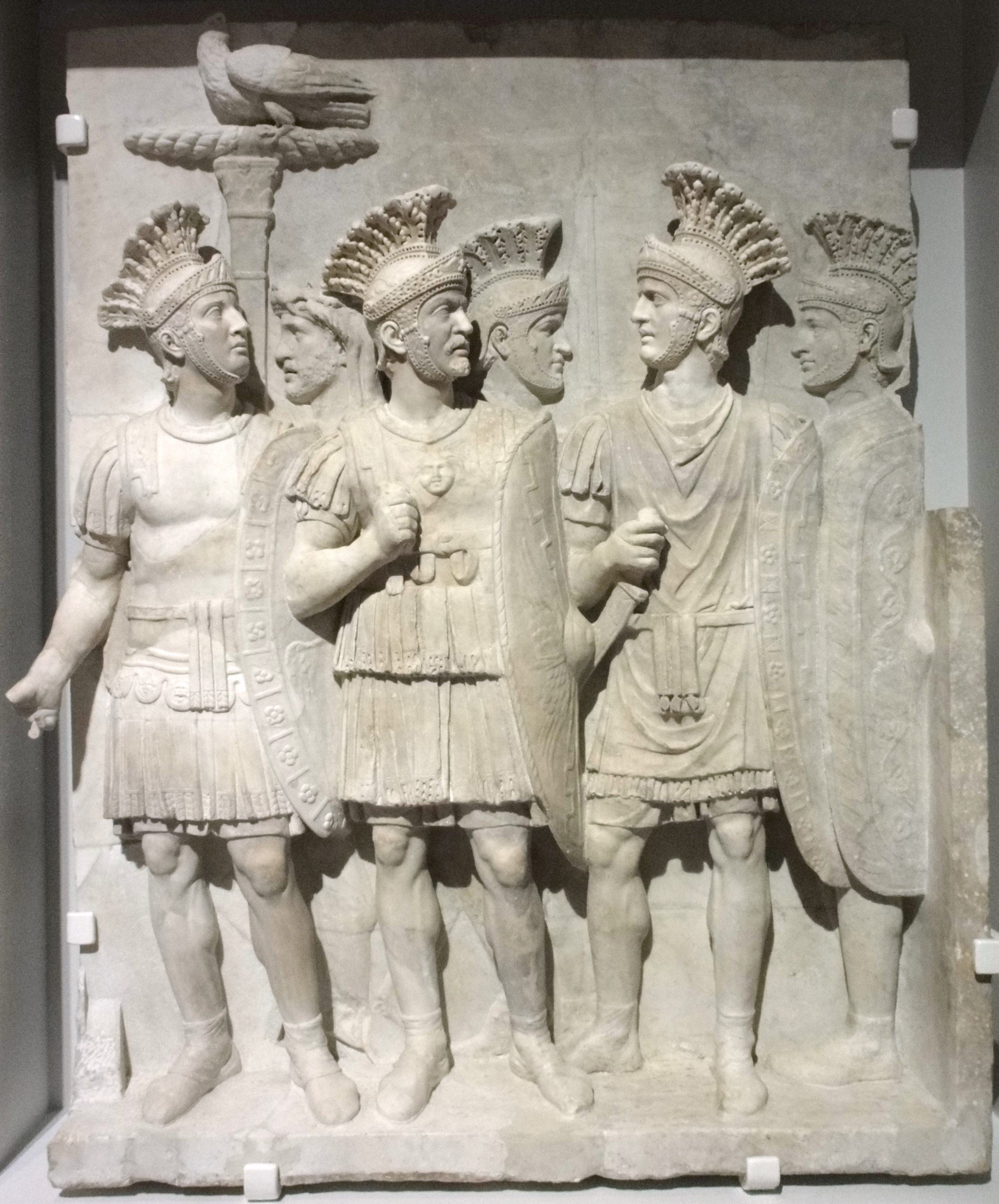
Deel van de decoratie: de praetorianen.

De Boog van Claudius is de naam van een thans verdwenen triomfboog in het oude Rome ter ere van keizer Claudius.
Oorspronkelijk was dit een niet-gedecoreerde boog, een van de arcaden van het aquaduct Aqua Virgo uit 19 v.C., meer bepaald op het punt waar dit aquaduct de Via Flaminia (later in de Oudheid Via Lata genoemd) overstak. In het huidige stratenplan van Rome is hij te situeren in de Via del Corso, meer bepaald ter hoogte van de Vicolo Sciarra en de Via della Caravita.
In 51 of 52 n.C. werd deze arcade in opdracht van de senaat verbouwd tot een triomfboog ter ere van de verovering van Britannia door Claudius in 43 n.C. Hij had één enkele doorgang 
Hij is waarschijnlijk al in de 8e eeuw ingestort, maar in de buurt waar hij stond zijn antieke inscripties, beelden en reliëfs opgegraven. Vermoedelijk stonden beelden van de keizerlijke familie boven op de boog en was hij verder versierd met reliëfs die de strijd in Britannia en de daarop volgende triomftocht van Claudius uitbeeldden. Van de inscriptie op de attiek van de triomfboog is het linkse gedeelte te zien op de binnenkoer van de Musei Capitolini; enkele fragmenten van de decoratie van de boog worden bewaard in de Galleria Borghese, eveneens in Rome. Het bekende reliëf met de praetoriaanse soldaten is in het begin van de 19de eeuw terechtgekomen in het Louvre in Parijs.
Aan de hand van een inscriptie teruggevonden in Boulogne-sur-Mer (het vertrekpunt van Claudius' militaire expeditie naar Britannia) die dezelfde overwinning herdenkt, wordt het bewaarde gedeelte van de inscriptie als volgt aangevuld in het Museo della civiltà romana in de EUR te Rome):
TI(berio) CLAVDIO DRVSI F(ilio) CAISARI
AVGVSTO GERMANICO
PONTIFICI MAXIM(o) TRIB(unicia) POTESTAT(e) XI
CO(n)S(sul) V IMP(erator) XXII CENS(or) PATRI PATRIAI
SENATVS POPVLVSQVE ROMANVS QVOD
REGES BRITANNORVM XI DEVICTOS SINE
VLLA IACTVRA IN DEDITIONEM ACCEPERIT
GENTESQVE BARBARAS TRANS OCEANVM
PRIMVS IN DICIONEM POPVLI ROMANI REDEGERIT
Vertaling: De senaat en het volk van Rome [hebben deze triomfboog opgericht voor] Tiberius Claudius Augustus Germanicus, zoon van Drusus, opperpriester, voor de 11de maal bekleed met tribunicia potestas, voor de 5de maal consul, voor de 12de maal imperator, Vader des Vaderlands, omdat hij de overgave van 12 overwonnen vorsten der Britanniërs heeft aanvaard zonder zelf enig verlies te hebben geleden en als eerste barbaarse volkeren aan de overzijde van de Oceaan heeft onderworpen aan het gezag van het Romeinse volk.